# Dendrelette
 (février 2025).
Si vous disposez d'ouvrages ou d'articles de référence ou si vous connaissez des sites web de qualité traitant du thème abordé ici, merci de compléter l'article en donnant les références utiles à sa vérifiabilité et en les liant à la section « Notes et références ».
La Dendrelette, également appelée le Rieu de Gages, est un ruisseau de Belgique coulant dans la province de Hainaut. Affluent de la Dendre orientale, il est donc sous-affluent de l'Escaut par la Dendre.
Prenant sa source à l’est de Thoricourt et traversant Fouleng la Dendrelette se dirige vers Gondregnies où elle se tourne vers le sud et traverse le village de Gages (ce qui lui donna le nom de Rieu de Gages). Plus au sud le ruisseau se jette dans la Dendre orientale au lieu-dit de Bolignies (Brugelette), pas loin de l’ancienne abbaye de Cambron (Pairi Daiza). 
Le ruissseau a une longueur de 12 km. La route nationale 523 l’accompagne de Gondregnies à Brugelette.

## Source
- Carte ING-Belgique 38/7-8 (Lens-Soignies)